# Bryan González
Bryan Alonso González Olivan (Ciudad Juárez, 10 aprile 2003) è un calciatore messicano, centrocampista del Pachuca.

## Carriera

### Club
Cresciuto nel settore giovanile del Pachuca, ha esordito in prima squadra il 31 ottobre 2020, disputando l'incontro di Liga MX vinto per 0-2 contro il Club Tijuana. Realizza la sua prima rete in campionato il 7 novembre 2021, nella sconfitta per 3-2 sul campo del Club Tijuana.

### Nazionale
Con la nazionale messicana Under-17 nel 2019 ha vinto il campionato continentale di categoria ed ha conquistato un secondo posto nei Mondiali di categoria; in seguito ha poi giocato anche nella nazionale messicana Under-20.
Il 16 dicembre 2023 esordisce in nazionale maggiore nell'amichevole persa 2-3 contro la Colombia.

## Statistiche

### Presenze e reti nei club
Statistiche aggiornate al 20 maggio 2022.
| Stagione        | Squadra         | Campionato      | Campionato | Campionato | Coppe nazionali | Coppe nazionali | Coppe nazionali | Coppe continentali | Coppe continentali | Coppe continentali | Altre coppe | Altre coppe | Altre coppe | Totale | Totale |
| Stagione        | Squadra         | Comp            | Pres       | Reti       | Comp            | Pres            | Reti            | Comp               | Pres               | Reti               | Comp        | Pres        | Reti        | Pres   | Reti   |
| --------------- | --------------- | --------------- | ---------- | ---------- | --------------- | --------------- | --------------- | ------------------ | ------------------ | ------------------ | ----------- | ----------- | ----------- | ------ | ------ |
| 2020-2021       | Pachuca         | LM              | 6          | 0          |                 | -               | -               |                    | -                  | -                  |             | -           | -           | 6      | 0      |
| 2021-2022       | Pachuca         | LM              | 19         | 2          |                 | -               | -               |                    | -                  | -                  |             | -           | -           | 19     | 2      |
| Totale carriera | Totale carriera | Totale carriera | 25         | 2          |                 | -               | -               |                    | -                  | -                  |             | -           | -           | 25     | 2      |

## Palmarès

### Club

#### Competizioni internazionali
- CONCACAF Champions League: 1

Pachuca: 2024
- Coppa Intercontinentale FIFA - Derby delle Americhe: 1

Pachuca: 2024
- Coppa Intercontinentale FIFA - Challenger Cup: 1

Pachuca: 2024

### Nazionale
- Campionato nordamericano U-17: 1

USA 2019